# IntegralCES
IntegralCES o Sistema de Intercambio Comunitario Integral (CES por sus siglas en inglés Community Exchange System) es un software libre, desarrollado como un módulo de Drupal, que quiere ser una alternativa al software de uso habitual CES, Community Exchange System, llevando mejoras a la tecnología, la usabilidad, la descentralización y la flexibilidad, mientras mantiene los estándares y conceptos sólidos que el CES original ha desarrollado durante la última década.
IntegralCES es, por tanto, una plataforma de código abierto que ofrece gestión de monedas sociales para comunidades.

## Características
- Múltiples redes de intercambio en una única instalación, cada una con su propia moneda.
- Una o varias cuentas bancarias por usuario/a.
- Transacciones entre cuentas de una red, o bien entre cuentas de diferentes redes con diferente moneda.
- Débito y límites de crédito para las cuentas configurables por el administrador/a de cada red.
- Ofertas y necesidades. Búsqueda por categorías.
- Blog para cada red de intercambio.
- Estadísticas.
- Importación de datos del CES original.
- Características internas: pruebas automáticas, sistema de notificación flexibles, sistema de permisos flexibles.